# Sing Street
Sing Street ist ein Musikfilm von John Carney, der am 24. Januar 2016 beim Sundance Film Festival seine Premiere feierte und am 15. April 2016 in die US-amerikanischen Kinos kam. Am 26. Mai 2016 kam der Film in die deutschen Kinos.

## Handlung
Der 15-jährige Conor Lawlor lebt 1985 in Dublin. Die schlechte wirtschaftliche Lage Irlands wirkt sich auch auf die Familie Conors aus. Sein Vater Robert bekommt keine Aufträge mehr als Architekt und seine Mutter Penny arbeitet nur noch Teilzeit. Seine Eltern, die auch Eheprobleme haben, nehmen ihn daher von einer jesuitischen Privatschule und schicken ihn auf die staatliche Christian-Brothers-Schule, an der der autoritäre Bruder Baxter das Sagen hat. Conor hasst das neue, grobe Umfeld und die Schule, an der er nur als Außenseiter gebrandmarkt wird, und flüchtet sich in die Welt der Popmusik.
Conor schließt Freundschaft mit seinem Mitschüler Darren und lernt die ein Jahr ältere Raphina kennen, ein hübsches, unerreichbar scheinendes Mädchen, das vorgibt, Model zu sein. Um ihr zu imponieren, bietet er ihr an, sie in einem Musikvideo seiner Band mitspielen zu lassen. Es gibt da nur ein Problem: Eine solche Band gibt es nicht und Conor hat noch nie selbst ein Lied geschrieben. Also gründet er kurzerhand und unter der Anleitung seines älteren Bruders Brendan mit ein paar Jungs aus der Nachbarschaft die Band Sing Street, die sich an den musikalischen Vorbildern The Cure, Duran Duran, The Clash und Spandau Ballet orientiert. Conor beginnt, eigene Texte zu schreiben, die er zusammen mit dem musikalischen Multitalent und Bandmitglied Eamon vertont. Darren agiert als Manager und Videoproduzent der Band. Im Gegensatz zu seinem Bruder Brendan, der seine musikalischen Träume längst begraben hat, entwickeln sich durch den Erfolg Conors Talent und sein Selbstvertrauen zunehmend.

## Produktion

### Stab, Besetzung und Dreharbeiten

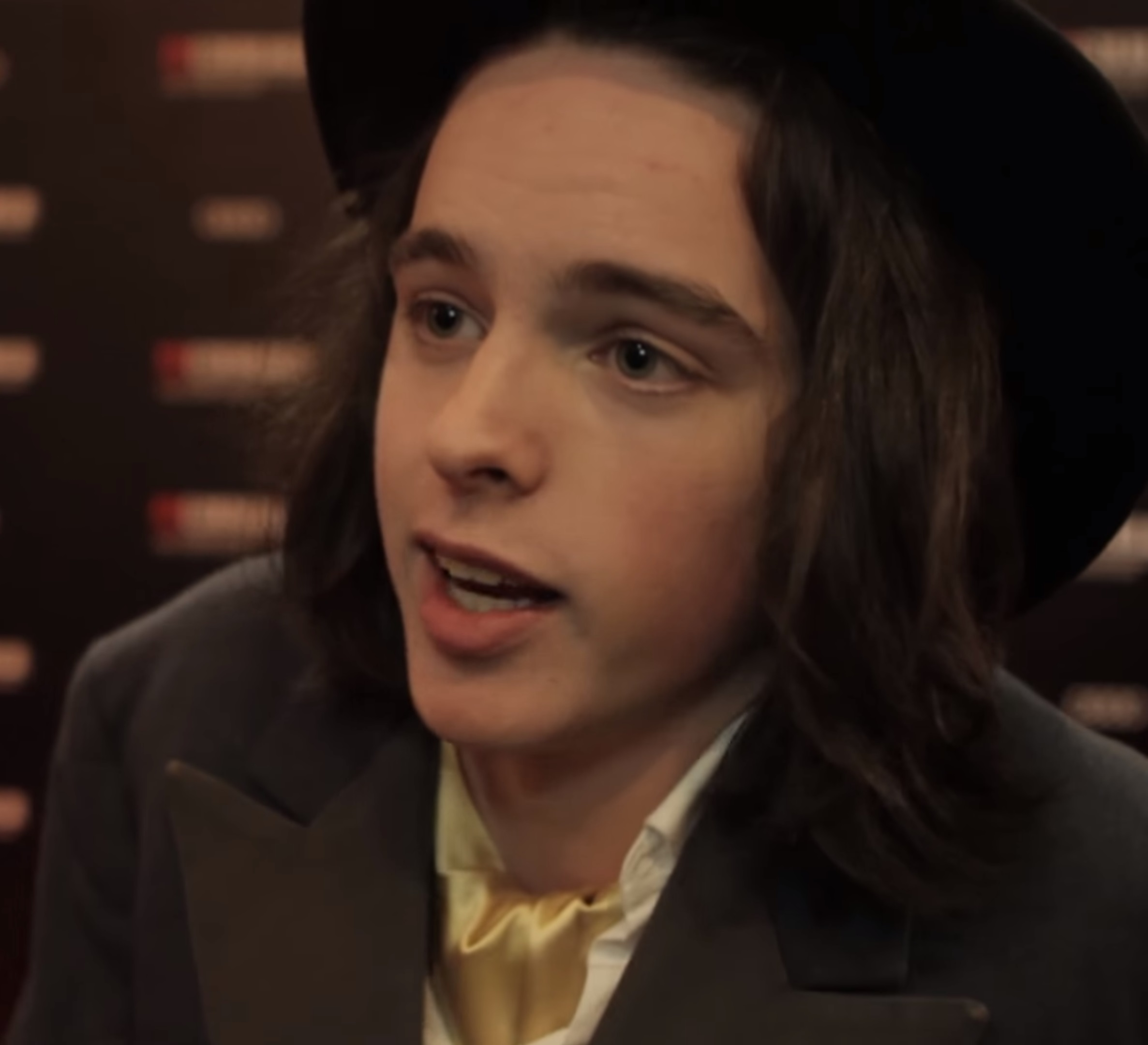
Ferdia Walsh-Peelo bei der Vorstellung des Films beim Dublin International Film Festival 2016

Die Regie übernahm John Carney, der auch das Drehbuch schrieb. Carney hatte mit den Filmen Once und Can a Song Save Your Life? bereits in den Jahren zuvor zwei Musikromanzen geschaffen, die von den Kritikern positiv bewertet und vielfach ausgezeichnet wurden. Carney sagte in The Irish Times über seinen neuen in der Musikwelt Irlands angesiedelten Film: Ich kannte die Ära so gut, ich musste nichts recherchieren.
Die Rolle des Protagonisten Conor wurde mit Ferdia Walsh-Peelo besetzt, der in diesem Film sein Filmdebüt gab. Die Schauspieler Aidan Gillen und Maria Doyle Kennedy übernahmen die Rollen seiner Eltern, Robert und Penny. Conors älterer Bruder Brendan wird von Jack Reynor gespielt, die seines Love Interests Raphina von Lucy Boynton, und Ben Carolan übernahm die Rolle seines Freundes Darren.
Die Dreharbeiten fanden im St. Catherine’s Park und in anderen Teilen der irischen Stadt Dublin statt.

### Filmmusik und Soundtrack
Der Soundtrack zum Film wurde am 18. März 2016 von Decca Records weltweit als Download veröffentlicht. Er umfasst 17 Lieder und enthält neben Liedern, die von Regisseur John Carney und Gary Clark geschrieben und von der Filmband interpretiert wurden, neun weitere Lieder aus dem Film. Clark war in den 1980er Jahren der Frontman der britischen Popband Danny Wilson, die ihren größten Erfolg mit der aus dem Jahr 1987 stammenden Single Mary’s Prayer hatte. Scott Feinberg von The Hollywood Reporter erachtet das letzte Lied des Soundtracks Go Now als Oscar-würdig, und dieses wurde neben dem Song Drive It Like You Stole It im Dezember 2016 als Anwärter bei der Oscarverleihung 2017 in der Kategorie Bester Filmsong in die Kandidatenliste (Longlist) aufgenommen, aus denen die Mitglieder der Akademie die offiziellen Nominierungen bestimmen.
Der Soundtrack ist eine Mischung aus Popnummern, Balladen und Rock. Nicht auf dem Soundtrack enthalten, aber im Film angesungen wird ein Lied von a-ha. Der Soundtrack stieg im August 2016 auf Platz 12 in die US-amerikanischen Billboard-Soundtrack-Album-Charts ein und erreichte mit Platz 16 in den Soundtrack-Album-Charts im Vereinigten Königreich seine höchste Platzierung.

### Veröffentlichung
Der Film feierte am 24. Januar 2016 beim Sundance Film Festival seine Premiere und kam am 17. März 2016, am Saint Patrick’s Day, in die irischen Kinos. Am 15. April 2016 kam er in die US-amerikanischen und am 26. Mai 2016 in die deutschen Kinos. Ab 6. September 2016 wurde der Film beim Deauville Film Festival im Rahmen des Wettbewerbs gezeigt. Am 6. Oktober 2016 wurde der Film auf DVD, als Blu-ray und in digitaler Version veröffentlicht.

## Rezeption

### Altersfreigabe
In Deutschland ist der Film FSK 6. In der Freigabebegründung heißt es: „Der Film erzählt unter anderem von Konflikten in der Schule und im Privatleben des jungen Helden. Diese sind aber nicht übermäßig dramatisch inszeniert und werden meist positiv aufgelöst. Kinder im Grundschulalter sind in der Lage, die Schilderungen nachzuvollziehen und angemessen zu verarbeiten. In dem jungen Protagonisten finden sie zudem eine starke und positive Identifikationsfigur, die sie sicher durch die Geschichte führt.“

### Kritiken
Der Film konnte 95 Prozent der Kritiker bei Rotten Tomatoes überzeugen, befindet sich damit in den TOP 100 der hier am besten bewerteten Filme des Jahres 2016 und ging aus den 18th Annual Golden Tomato Awards in der Kategorie Best Musical/Music Film 2016 als Zweitplatzierter hervor.

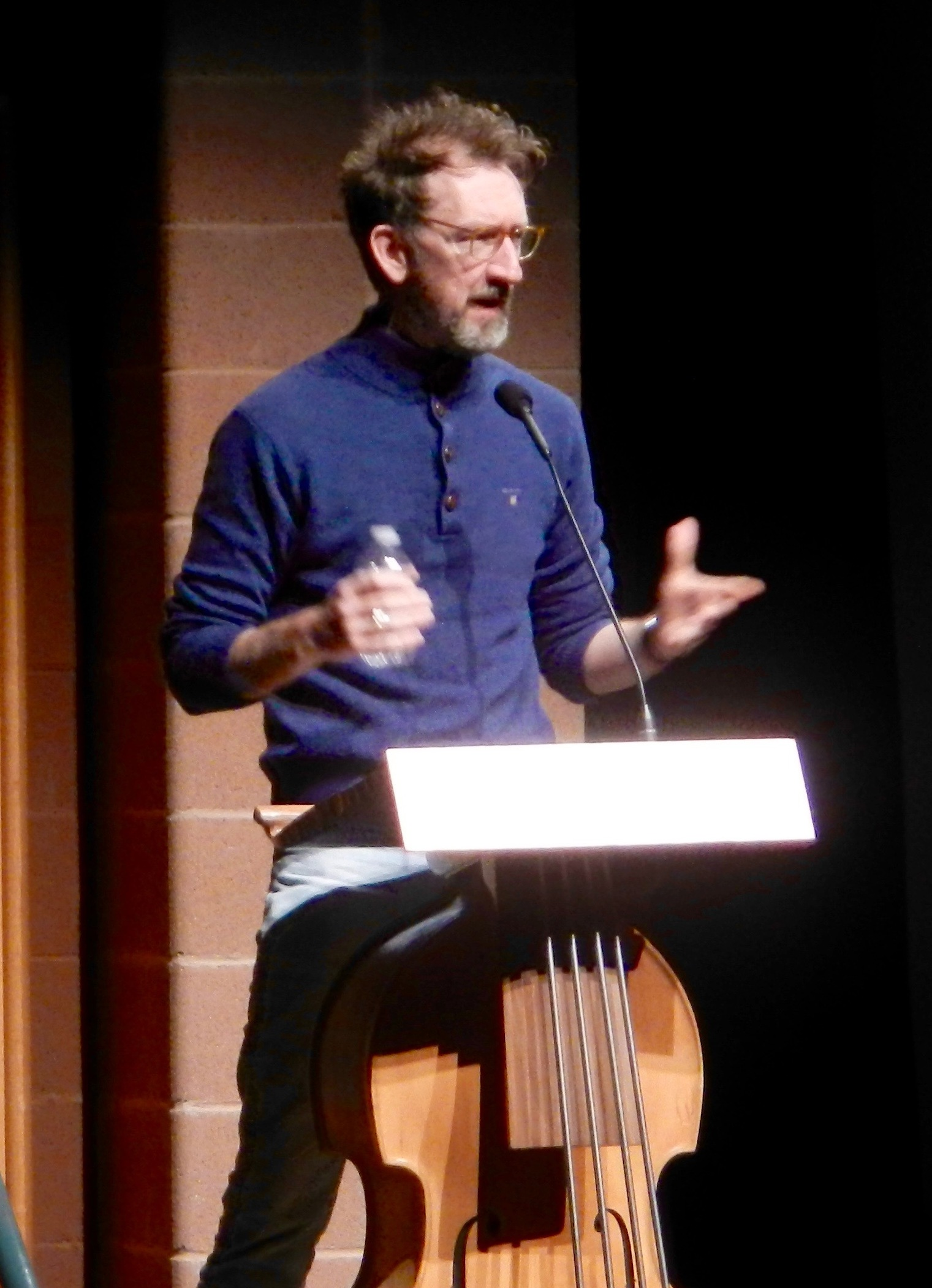
Regisseur John Carney

Martin Schwickert von epd Film beschreibt Sing Street als einen Film mit „skurrilem Charme und trockenem irischem Humor“, der fest im Rhythmus der 80er Jahre verankert sei, in denen die Lust an der Melancholie und eine wenig zielgerichtete Lebensgestaltung zum Zeitgeist gehörten. Schwickert resümiert: „Mit ‘Sing Street’ ist Carney ein hemmungsloser und höchst effizienter ‘Crowd-Pleaser’ gelungen. Sympathischer kann ein Film kaum sein.“
Im Vergleich zu Carneys vorherigen Filmen meint Bilge Ebiri von Vulture: „Sing Street ist weit mehr ungestüm und sicherlich witziger als ‘Once’, aber der Film wird in einer Moll-Tonart gespielt; ‘das Glück in der Traurigkeit zu finden’, wie es eine der Figuren im Film ausdrückt.“
Guy Lodge von Variety meint: „Der Film, mit seinem großen ästhetischen Einfallsreichtum, ist sorgsam darauf ausgerichtet, [dem Zuschauer] die pockennarbige und heruntergekommene  Erscheinung Irlands in den 1980er Jahren, das in Armut versinkt, vor Augen zu führen.“
David Rooney von The Hollywood Reporter erkennt im Film hingegen eine ansteckende Fröhlichkeit, die bis hin zu seinem fantasievollen, märchenhaften Ende reiche, kritisiert aber auch, dass die Übergänge zwischen den parallelen Handlungssträngen der Erzählung hätten glatter sein können. Sein Kollege Scott Feinberg hingegen erachtet das Drehbuch, das die Geschichte vorgibt, als Oscar-würdig.
Peter Travers vom Rolling Stone lobt hingegen die Art, wie der Regisseur seinen Film erzählt: „Carney verliert nie die einfache Geschichte aus den Augen, die im Mittelpunkt des Films steht. […] Sing Street ist der romantischste Film, den Sie zur Zeit finden, prall gefüllt mit Musik, Spaß und dem Nervenkitzel der ersten Liebe. Die Realität ist eindringlich, wie in allen Filmen von Carney. Die Traurigkeit macht auch die freudigen Momente noch ergreifender.“
Anke Sterneborg schreibt in der Süddeutschen Zeitung, das Besondere an den Filmen von John Carney ist, wie er noch den hoffnungslosesten Losern Perspektiven eröffnet: „Ein kleiner Junge aus prekären Verhältnissen, ein kiffender Taugenichts und ein bulliger Skinhead-Schläger, sie alle bekommen im Musikfilm Sing Street eine Chance.“ Dabei ließen sich niederschmetternde Lebenssituationen allemal besser ertragen, wenn sie in Songtexten poetisch überhöht, von Rhythmus und Melodie in Schwingung versetzt und mit rockiger Wut verscheucht würden. Die Schauspieler unterfütterten ihren jugendlichen Sturm und Drang mit den Schmerzen des Coming of Age.

### Einspielergebnis
Trotz guter Kritiken startete der Film in den Kinos nur schleppend. Weltweit liegen die Einnahmen des Films bei 13,61 Millionen US-Dollar.

### Auszeichnungen
Atlanta Film Critics Society Awards 2016
- Auszeichnung als Bester Song (für das Lied Drive It Like You Stole It)[24]

Chlotrudis Awards 2017
- Auszeichnung für den Besten Einsatz von Musik in einem Film (Becky Bentham)

Critics’ Choice Movie Awards 2016 (Dezember)
- Nominierung als Bester Song (für das Lied Drive It Like You Stole It)[25]

Deauville Film Festival 2016
- Nominierung für den Grand Special Prize (John Carney)

Golden Globe Awards 2017
- Nominierung als Bester Film – Komödie/Musical[26]

Irish Film and Television Award 2016
- Auszeichnung als Bester Nebendarsteller (Jack Reynor)
- Nominierung als Bester Film
- Nominierung für die Beste Regie (John Carney)
- Nominierung für das Beste Drehbuch (John Carney)
- Nominierung für das Beste Kostümdesign (Tiziana Corvisieri)
- Nominierung für das Beste Make-up und die Besten Frisuren
- Nominierung für die Beste Originalmusik (Gary Clark und John Carney)
- Nominierung für den Besten Sound

London Critics’ Circle Film Awards 2017
- Nominierung als Bester britischer oder irischer Film
- Nominierung als Bester britischer Nachwuchsdarsteller (Ferdia Walsh-Peelo)
- Nominierung in der Kategorie Beste Filmmusik (Gary Clark und John Carney)[28]

National Board of Review Awards 2016
- Aufnahme in die Top 10 Independent Films[29]

Three Empire Awards 2017
- Nominierung (Aufnahme in die Shortlist) als Bester Soundtrack[30]

## Synchronisation
Die deutsche Synchronisation entstand nach einem Dialogbuch und der Dialogregie von Harald Wolff im Auftrag der Cinephon Filmproduktions GmbH, Berlin.
| Darsteller          | Synchronsprecher   | Rolle         |
| ------------------- | ------------------ | ------------- |
| Ferdia Walsh-Peelo  | Sebastian Kluckert | Conor         |
| Lucy Boynton        | Lisa May-Mitsching | Raphina       |
| Jack Reynor         | Leonhard Mahlich   | Brendan       |
| Mark McKenna        | Philip Süß         | Eamon         |
| Ben Carolan         | Vincent Borko      | Darren        |
| Aidan Gillen        | Alexander Brem     | Robert        |
| Don Wycherley       | Tobias Lelle       | Baxter        |
| Maria Doyle Kennedy | Peggy Sander       | Penny         |
| Karl Rice           | Christian Zeiger   | Garry         |
| Conor Hamilton      | Amadeus Strobl     | Larry         |
| Percy Chamburuka    | David Kunze        | Ngig          |
| Keith McErlean      | Dennis Schmidt-Foß | Barrys Vater  |
| Kelly Thornton      | Melinda Rachfahl   | Ann           |
| Lydia McGuinness    | Silke Matthias     | Mrs. Dunne    |
| Eva-Jane Gaffney    | Maja Maneiro       | Jacinta       |
| Des Keogh           | Wolfgang Ziffer    | Barnaby       |
| Peter Campion       | Nico Sablik        | Evan          |
| Marcella Plunkett   | Diana Borgwardt    | Eamons Mutter |
| Ian Kenny           | David Wittmann     | Barry         |